# FK Velež Mostar
Der FK Velež Mostar ist ein bosnisch-herzegowinischer Fußballverein in Mostar. Der Verein ist seit jeher einer der erfolgreichsten Vereine aus Bosnien und Herzegowina. Gegründet wurde der Verein am 26. Juni 1922. Aktuell spielt er in der höchsten Spielklasse des Landes, der Premijer Liga. Seine Heimspiele bestreitet er im Stadion Rođeni, welches im Vorort Vrapčići gelegen ist.

## Geschichte
Der Verein aus der Herzegowina wurde 1922 als Arbeiterklub gegründet und galt als Sinnbild für die Stadt und für den Zusammenhalt zwischen den dort lebenden Völkern. Er ist nach dem die Stadt im Osten überragenden Höhenzug Velež benannt. Die größten Erfolge des Vereins waren der Gewinn des jugoslawischen Pokals 1981 und 1986. Der Klub nahm zwar auch an europäischen Wettbewerben teil, schaffte es dabei aber höchstens bis ins Viertelfinale.
Als der Bosnienkrieg ausbrach, kam die Entwicklung des Klubs zum Stillstand. Nach dem Krieg spielte Velež zunächst in unteren Ligen. Das Schlimmste für die Fans, Spieler und Funktionäre war aber, dass sie nicht mehr im heimischen Stadion Bijeli Brijeg auf der Westseite der Stadt spielen durften, weil HŠK Zrinjski Mostar das Stadion seit dem Krieg für sich beansprucht. Velež musste daraufhin in das Stadion „Vrapčići“, gelegen in dem gleichnamigen Vorort von Mostar, umziehen.
2006 gelang Velež der erneute Aufstieg in die Premijer Liga. Nach zehn Jahren folgte am Ende der Saison 2015/16 der Abstieg in die Zweitklassigkeit. 2019 kehrte Velež als Meister der zweiten Liga in die Premijer Liga zurück. Drei Jahre später gewann der Verein dann erstmals den bosnisch-herzegowinischen Pokal durch einen 4:3 n.E.-Finalsieg über den FK Sarajevo.

### Logohistorie

1995–2005
2005–2008

## Fans
Die Fans von FK Velež sind für ihre Loyalität und Leidenschaft bekannt. Sie folgen ihrem Verein überall dorthin, wo er spielt. Es gibt nur wenige Gruppen von Velež-Anhängern. Die bekanntesten sind Red Army Mostar und Mostarski Rođeni.
Zwischen den Fans des HŠK Zrinjski Mostar, die überwiegend Kroaten sind, und denen des von Bosniaken dominierten FK Velež Mostar besteht eine Rivalität. Das Aufeinandertreffen dieser beiden Mannschaften wird auch als Mostar Derby bezeichnet. In Mostar kam es in der Vergangenheit immer wieder zu Ausschreitungen zwischen Fans bosniakischer und kroatischer Herkunft. Dies wurde teilweise auch auf die Nationalmannschaften übertragen. Bei der Fußball-Europameisterschaft 2008, als Kroatien gegen die Türkei spielte, kam es zu Krawallen.

## Erfolge
- Bosnisch-herzegowinischer Pokal
  - Sieger (1): 2021/22
  - Finalist (1): 2022/23

Eintrittskarte des UEFA-Cup-Spieles Velež Mostar gegen Borussia Dortmund

- Prva Liga Federacije Bosne i Hercegovine
  - Sieger (2): 2005/06, 2018/19

- Jugoslawischer Pokal
  - Sieger (2): 1980/81, 1985/86
  - Finalist (2): 1957/58, 1988/89

- Balkanpokal
  - Sieger (1): 1980

## Europapokalbilanz
| Saison  | Wettbewerb                    | Runde                  | Gegner                   | Gesamt          | Hin     | Rück          |
| ------- | ----------------------------- | ---------------------- | ------------------------ | --------------- | ------- | ------------- |
| 1973/74 | UEFA-Pokal                    | 1. Runde               | 1. FC Tatran Prešov      | 3:5             | 2:4 (A) | 1:1 (H)       |
| 1974/75 | UEFA-Pokal                    | 1. Runde               | Spartak Moskau           | (a)3:3(a)       | 1:3 (A) | 2:0 (H)       |
| 1974/75 | UEFA-Pokal                    | 2. Runde               | SK Rapid Wien            | 2:1             | 1:1 (A) | 1:0 (H)       |
| 1974/75 | UEFA-Pokal                    | Achtelfinale           | Derby County             | 5:4             | 1:3 (A) | 4:1 (H)       |
| 1974/75 | UEFA-Pokal                    | Viertelfinale          | FC Twente Enschede       | 1:2             | 1:0 (H) | 0:2 (A)       |
| 1981/82 | Europapokal der Pokalsieger   | 1. Runde               | Jeunesse Esch            | 7:2             | 1:1 (A) | 6:1 (H)       |
| 1981/82 | Europapokal der Pokalsieger   | 2. Runde               | 1. FC Lokomotive Leipzig | 2:2 (0:3 i. E.) | 1:1 (A) | 1:1 n. V. (H) |
| 1986/87 | Europapokal der Pokalsieger   | 1. Runde               | Vasas Budapest           | 5:4             | 2:2 (A) | 3:2 (H)       |
| 1986/87 | Europapokal der Pokalsieger   | 2. Runde               | FK Witoscha Sofia        | 4:5             | 0:2 (A) | 4:3 (H)       |
| 1987/88 | UEFA-Pokal                    | 1. Runde               | FC Sion                  | 5:3             | 5:0 (H) | 0:3 (A)       |
| 1987/88 | UEFA-Pokal                    | 2. Runde               | Borussia Dortmund        | 2:3             | 0:2 (A) | 2:1 (H)       |
| 1988/89 | UEFA-Pokal                    | 1. Runde               | APOEL Nikosia            | 6:2             | 1:0 (H) | 5:2 (A)       |
| 1988/89 | UEFA-Pokal                    | 2. Runde               | Belenenses Lissabon      | 0:0 (4:3 i. E.) | 0:0 (H) | 0:0 n. V. (A) |
| 1988/89 | UEFA-Pokal                    | 3. Runde               | Heart of Midlothian      | 2:4             | 0:3 (A) | 2:1 (H)       |
| 2021/22 | UEFA Europa Conference League | 1. Qualifikationsrunde | FC Coleraine             | 4:2             | 2:1 (H) | 2:1 (A)       |
| 2021/22 | UEFA Europa Conference League | 2. Qualifikationsrunde | AEK Athen                | 2:2 (3:2 i. E.) | 2:1 (H) | 0:1 (A)       |
| 2021/22 | UEFA Europa Conference League | 3. Qualifikationsrunde | IF Elfsborg              | 2:5             | 1:1 (A) | 1:4 (H)       |
| 2022/23 | UEFA Europa Conference League | 2. Qualifikationsrunde | Ħamrun Spartans          | 0:2             | 0:1 (H) | 0:1 (A)       |
| 2024/25 | UEFA Conference League        | 1. Qualifikationsrunde | Inter Club d'Escaldes    | 2:6             | 1:1 (H) | 1:5 (A)       |

Gesamtbilanz: 38 Spiele, 15 Siege, 10 Unentschieden, 13 Niederlagen, 57:57 Tore (Tordifferenz ±0)

## Ehemalige Trainer
- Vahid Halilhodžić (1990–1992)
- Feđa Dudić (2019–2022)
- Amar Osim (2022)

## Ehemalige Spieler
| - Dušan Bajević - Sergej Barbarez - Nenad Bijedić - Ivan Ćurković - Zlatko Dalić | - Džemaludin Hadžiabdić - Vahid Halilhodžić - Tarik Hodžić - Goran Jurić - Sead Kajtaz | - Meho Kodro - Danijel Majkić - Darko Maletić - Enver Marić - Adis Obad | - Aleksandar Ristić - Hasan Salihamidžić - Blaž Slišković - Semir Tuce - Emir Tufek | - Admir Vladavić |

## Einzelnachweis
1. ↑  Ein Toter bei Ausschreitungen in Bosnien. In: Sport.de.msn.com. 28. Oktober 2009, archiviert vom Original (nicht mehr online verfügbar) am 14. Dezember 2013; abgerufen am 11. Dezember 2013.  Info: Der Archivlink wurde automatisch eingesetzt und noch nicht geprüft. Bitte prüfe Original- und Archivlink gemäß Anleitung und entferne dann diesen Hinweis.